# Andrea Navagero

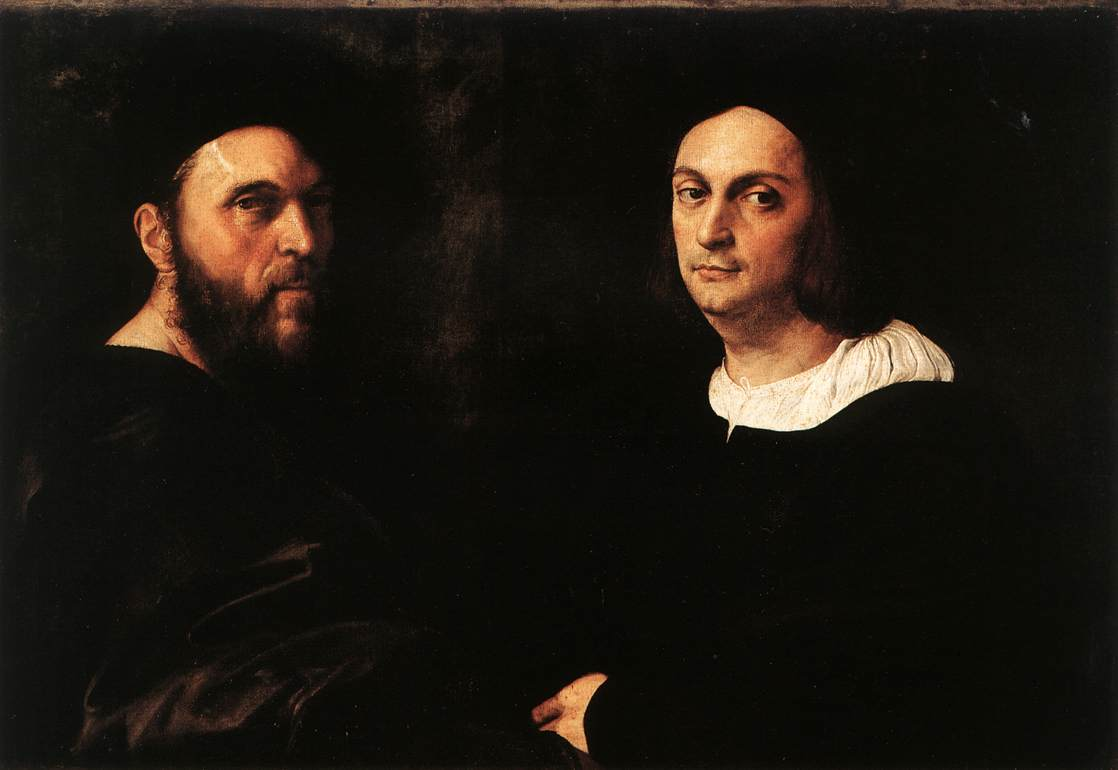
Raphaël, Double Portrait d'Andrea Navagero et Agostino Beazzano (1516)

Andrea Navagero (Venise, 1483 - Blois, 1529) est un diplomate, poète, orateur et botaniste italien.

## Biographie
Andrea Navagero, issu d'une famille noble, a fait ses études à Padoue où il a eu comme précepteurs Sabellico, Musuro et Pomponazzi.
À Venise il a collaboré avec Aldo Manuzio, pour le compte duquel il s'est consacré à l'édition de textes classiques en latin.
Il a été nommé gardien  de la Biblioteca Marciana, tandis qu'il continuait la rédaction de la Storia di Venezia, commencée par Sabellicus et qui fut finalement achevée par Pietro Bembo).
Andrea Navagero fut nommé ambassadeur d'abord à Madrid puis en France auprès de François Ier.
Il écrivit aussi en langue vulgaire des textes dont l'importance se situe sur le plan historique. Parmi ces œuvres se trouvent cinq lettres adressées à Giovanni Battista Ramusio et certaines notes concernant son séjour en Espagne.
Sa renommée est surtout due aux lyriques latines recueillies dans Lusus, in Carmina quinque illustrium poetarum (1548) présentées sous la forme de saynètes idylliques.
Parmi ses autres écrits, figurent des épigrammes et des églogues.
Pour le compte de la république de Venise, il a rédigé des oraisons funèbres pour la Reine de Chypre Catherine Cornaro (1510), pour Bartolomeo d'Alviano (1515) et pour le doge Leonardo Loredano (1521).

## Publications
- Storia di Venezia (vers 1525), partielle
- Lusus, in Carmina quinque illustrium poetarum (1548) ;
- Viaggio fatto in Spagna ed in Francia, Venise (1563) ;
- Opera omnia (1718).